# توم لوكيير
توم لوكيير (3 ديسمبر 1994 بكارديف في المملكة المتحدة - ) (بالإنجليزية: Tom Lockyer)‏ هو لاعب كرة قدم بريطاني في مركز الدفاع. شارك مع منتخب ويلز تحت 21 سنة لكرة القدم. أما مع النوادي، فقد لعب مع كارديف سيتي ونادي بريستول روفيرز.

## وصلات خارجية
- توم لوكيير على موقع الاتحاد الأوربي (الإنجليزية)
- توم لوكيير على موقع إي إس بي إن إف سي (الإنجليزية)
- توم لوكيير على موقع قاعدة بيانات كرة القدم.إي يو (الإنجليزية)
- توم لوكيير على موقع ليكيب (الفرنسية)
- توم لوكيير على موقع ناشيونال فوتبول تيمز (الإنجليزية)
- توم لوكيير على موقع Soccerbase.com (لاعب) (الإنجليزية)
- توم لوكيير على موقع Soccerway.com (الإنجليزية)
- توم لوكيير على موقع عالم كرة القدم.نت (الإنجليزية)
- توم لوكيير على موقع AS.com (الإسبانية)